# 주연테크
주연테크는 1988년 설립되었다. 1992년 주식분석 소프트웨어 업체인 '주연(株硏.주식연구소)'를 '주연(主演.PC업계주인공)'으로 바꾸어 데스크톱 컴퓨터, 노트북 컴퓨터 등을 제조·판매(수출)하였다. 주연(主演)은 '정직', '배려', '실천'을 경영철학을 가지고 있으며 1998년 업계최초로 부품실명제를 실행하고, 기업부설 연구소를 세웠다.
1999년 컴퓨터 생산 자동화라인 구축 Q마크 획득을 하였으며 정보통신부(현 과학기술정보통신부)에서 주관하는 "국민PC"에 선정되었다. 또한, 조달청에서 주관하는 국가행정전산망 PC공급업체에 선정되었다. 2000년 ISO 9002, 에너지절약 마크, CE 마크(유럽 안전/전자파규격) 인증을 획득하였다.
2001년 벤처기업으로 등록하고, 국내 최초로 전자파 차단캡을 특허출원 하였으며 '전자파 잡는 컴퓨터'를 개발하였다. 2002년 ISO 14001 인증을 획득하고, 셀라인 방식을 구축하여 생산센터를 설립하였다. 2003년, IT/PC 업계 최초로 산업자원부 주관 '골든브랜드'를 수상하였으며, ISO 9001인증을 획득하였다.
2006년 한국서비스품질 우수기업 인증, 친환경상품진흥원 환경표지 인증을 획득하였으며 유가증권시장(코스피)의 심사에 통과되어 유가증권시장에 상장하였다. 2007년 이우정 대표이사 선임 2008년 안양 공장 준공(제품 유해물질 분석 시스템 도입) 2009년 RoHS 인증을 취득 하였다. 2010년 CCMS 및 K마크(모니터) 인증을 취득 하였다. 2011년 탄소 성적표지 및 K마크(데스크탑) 인증을 취득하였다. 주연테크 노조에서 중고부품을 사용한다고 허위
글을 퍼트렸으나 법원에서 무혐의 판결하였다. 2012년, 국세청, 서울시청, 교육청 등 납품업체 선정 및 TV모델 출시로 사업 영역을 확대하였다.
2013년 국세청 모니터 납품업체 선정 및 일체형PC 출시로 데스크톱 영역을 세분화하였다. 2014년 휴대용기기인 태블릿PC 제이탭 시리즈를 출시하여 컴퓨터 영역을 확장하였으며 온실가스와 오염물질의 배출을 최소화하는 녹색기술 인증을 취득하였다. 2015년 김장수 대표이사 선임
주연테크는 권오룡 주연테크 사외이사가 이낙연 총리와 친분이 있다는 이유로 이낙연 관련주로 분류되어 있다.

## 연혁
- 1988년 주연테크 법인설립
- 1994년 공장등록
- 1999년 기업부설 연구소 설립
- 2001년 벤처기업 등록
- 2002년 양평,가산 생산센터 설립
- 2005년 가산 제2생산센터 설립
- 2006년 코스피 상장
- 2007년 이우정 대표이사 선임
- 2008년 안양 공장 준공(제품 유해물질 분석 시스템 도입)
- 2009년 RoHS 인증 취득
- 2010년 CCMS 및 K마크(모니터) 인증 취득
- 2011년 탄소 성적표지 및 K마크(데스크탑) 인증 취득
- 2012년 국세청,서울시청,교육청 등.. 납품업체 선정 및 TV모델 출시
- 2013년 국세청 모니터 납품업체 선정 및 일체형PC 출시
- 2014년 태블릿PC 출시 및 녹색기술 인증 취득
- 2015년 김장수 대표이사 선임
- 2016년 김희라 대표이사 선임, 주연테크 CI변경, 국세청 납품업체 선정
- 2017년 VR PC방 브리즈 1~7호점 오픈,  뷰소닉코리아, 프로젝터 부문 국내 공식 유통 계약 체결
- 2018년 가상화폐 채굴전용 크립토 PC 시리즈 출시, 공식쇼핑몰 주연샵(www.jooyonshop.co.kr) 오픈, VR PC방 브리즈 베트남 뚜이호아점 오픈
- 2019년 VR PC방 브리즈 베트남 호치민점 오픈, KT와 180억원 규모 우즈베키스탄 2차 교육정보화사업 PC공급계약 체결
- 2020년 초경량 노트북 '슈퍼플라이'시리즈 출시, 캐리북e, AMD 노트북 아이언 시리즈 출시
- 2021년 오버워치 프로게임단 오투블래스트 240Hz 게이밍 모니터 공식후원, 98형 TV 신제품 출시, 게이밍 노트북 '리오나인 젠'시리즈 4종 출시

## 조직
- 전략기획본부
- 온라인사업본부
- 유통사업본부
- 공공사업본부
- 재무회계본부
- 인사본부
- 고객서비스본부
- 구매승인본부
- 생산본부
- 자재물류본부